# Hyla hallowellii
Hyla hallowellii – gatunek japońskiego płaza bezogonowego z rodziny rzekotkowatych (Hylidae).

## Występowanie
Jest to japoński endemit spotykany na następujących wyspach archipelagu Riukiu: Amami Ōshima, Kakeromajima, Kikaijima, Okinawa, Tokunoshima, Ukejima, Yorojima i Yoronjima. 

## Rozmnażanie
Rozmnażanie przebiega w tymczasowych zbiornikach wodnych oraz na polach ryżowych.

## Status
Pomimo miejscowych spadków liczebności spowodowanych degradacją habitatu zwierzęcia cały czas jest on pospolity, a jego całkowita liczebność utrzymuje się na stałym poziomie. Obecnie nie wyróżnia się żadnych poważniejszych zagrożeń dla tego gatunku, tym bardziej, że zamieszkuje on kilka terenów objętych ochroną prawną.